# Fulcinia punctipes
Fulcinia punctipes är en bönsyrseart som beskrevs av Werner 1928. Fulcinia punctipes ingår i släktet Fulcinia och familjen Iridopterygidae. Inga underarter finns listade i Catalogue of Life.